# Martin Margiela

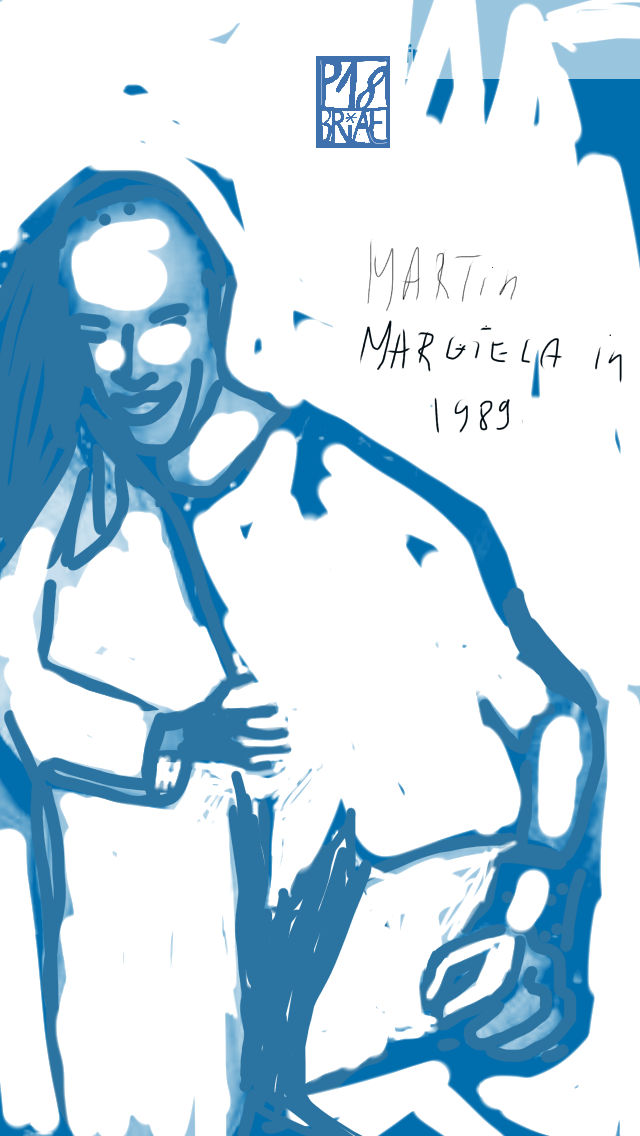
Martin Margiela, Porträtzeichnung (1989)

Martin Margiela [maʀtɛ͂  maʀdʒɛlɑ] (* 9. April 1957 in Genk) ist ein belgischer Modedesigner, der 1988 die Modemarke Maison Martin Margiela gründete und durch seine intellektuell-avantgardistischen Modekreationen internationale Bekanntheit erzielte.

## Leben und Werk
Martin Margiela stammt aus der belgischen Stadt Genk (Provinz Limburg). Sein polnischstämmiger Vater war Friseur. Schon als Kind begann sich Martin Margiela für Mode zu interessieren und Modelle zu zeichnen; seine Großmutter, eine Schneiderin, unterstützte ihn dabei. Als junger Erwachsener studierte er an der Antwerpener Koninklijke Academie voor Schone Kunsten (Königliche Akademie der schönen Künste), wo er 1981 seinen Abschluss machte. In den folgenden Jahren arbeitete Margiela als Stylist. 1984 zog er nach Paris. Von 1984 bis 1987 war er Assistent von Jean-Paul Gaultier. 1988 gründete er zusammen mit Jenny Meirens, einer Brüsseler Einzelhändlerin, die Maison Martin Margiela als Neuf SARL. 1997 ernannte der damalige CEO von Hermès, Jean-Louis Dumas, Margiela überraschend zum Chefdesigner der Damenmode des Hauses, wo ihn 2004 Jean-Paul Gaultier ablöste.
Margiela gilt als Modernist und Dekonstruktivist: Bereits existente, recyclete Kleidungsstücke werden auseinandergenommen und neu zusammengesetzt, die Nähte nach außen gewendet. Als er in den späten achtziger Jahren damit begann, galt seine Vorgehensweise als spektakulär: Er machte sichtbar, was in der Mode bisher verborgen geblieben war – ihren Konstruktionscharakter. Übergroße Ärmel setzte er zu schmalen Schulterpartien an, aus alten Damenhandschuhen fertigte er Blusen, aus VHS-Magnetbändern elegante Stolen, Westen aus einzelnen Stoffteilen hielt er mit braunem Klebeband zusammen. Eines seiner Markenzeichen sind Huf-ähnliche Schuhe in Tabi-Form.
Für die Modenschau-Gala anlässlich des 40-jährigen Jubiläums von Designer-Kollegin Sonia Rykiel 2008, zu welchem zahlreiche renommierte Modeschöpfer eigene Entwürfe beisteuerten, kreierte Margiela einen Mantel im Perücken-Stil, der nicht nur auf die rotblonde Haarpracht von Sonia Rykiel, sondern auch auf Margielas Aufwachsen „in einem Limburger Elternhaus mit dem Handel von Perücken und Parfums“ anspielte. Perücken tauchten als Motiv immer wieder in Margielas Entwürfen auf.
Margielas Lieblingsfarbe Weiß findet sich auch in seinem Pariser Atelier und den eigenen Boutiquen wieder, bspw. durch weiß übermalte antike Möbel bis hin zum weiß lackierten Kaffeeautomaten, weiß getünchte Wände und schlicht-weiße Verpackungsmaterialien (Einkaufstaschen).

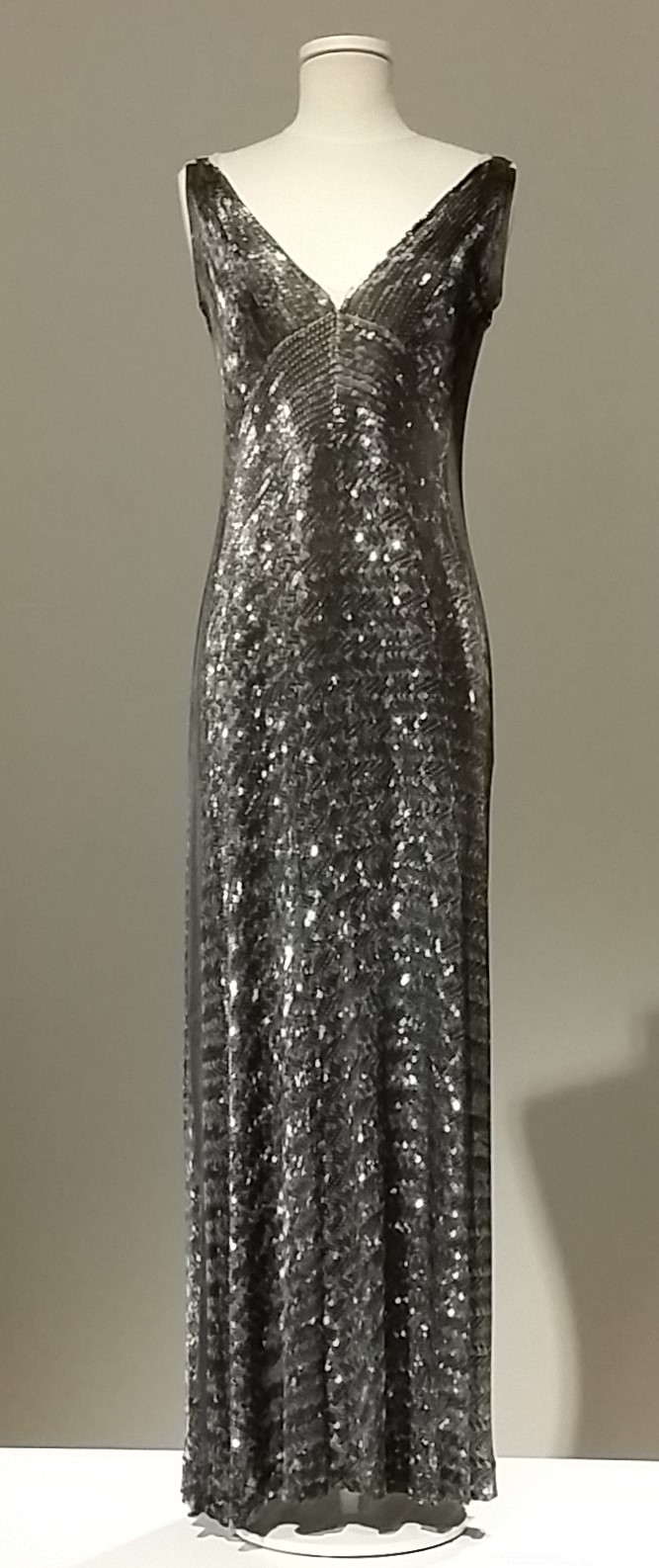
Abendkleid Martin Margiela (1996)

Ende 2009 zog sich Margiela, der sein Unternehmen ab 2002 sukzessive an Renzo Rosso, Eigentümer der Diesel-Gruppe, verkauft hatte, ins Privatleben zurück.
Margiela war dafür bekannt, sich nicht fotografieren zu lassen und auch keine persönlichen Interviews zu geben. In sonstigen Interviews, die per Fax geführt wurden, sprach Margiela statt von sich selbst vom Maison Martin Margiela in der ersten Person Plural („wir“). Bei seinen Modenschauen erschien er nicht auf dem Laufsteg. Es hieß, dies sollte den Fokus weg von der Person des Designers, hin auf die Kreationen selbst lenken. Es existiert in den Medien offenbar nur ein einziges, 2008 von der New York Times veröffentlichtes, neueres Foto von ihm.
Durch zahlreiche Ausstellungen, bspw. in Museen, war Margiela in der Kunstwelt fest etabliert. Eine Übersichtsschau seines 20-jährigen Schaffens war vom 20. März – 1. Juni 2009 im Haus der Kunst in München, zu sehen.
Im Juni 2018 widmeten die beiden großen Pariser Modemuseen gleichzeitig Martin Margiela eine Ausstellung: Das Musée Galliera bot einen Überblick über sämtliche seiner Damengarderoben, die er zwischen 1989 und 2009 schuf; das Musée des Arts Décoratifs stellte Kreationen, die er für sein eigenes Haus konzipierte, Modellen gegenüber, die er zwischen 1997 und 2003 als künstlerischer Leiter der Prêt-à-porter-Damenkollektion für Hermès entwarf. Ein Kritiker schrieb dazu: „Kaum zu fassen, dass die Ausstellungen Werke desselben Schöpfers zeigen. Nicht nur scheinen die Produkte der Häuser Margiela und Hermès von zwei Designern mit grundverschiedener, ja geradezu entgegengesetzter Ästhetik zu stammen, auch die Szenographien und die Kontextualisierung der beiden Schauen könnte unterschiedlicher nicht sein. […] Sogar die Besucher haben ein markant anderes Profil - dort propere Museumsbesucher, hier schräge Fashionistas und Aficionados“.

## Dokumentation
- Martin Margiela. Mythos der Mode. Regie: Reiner Holzemer. Arte, RTBF, Frankreich, Belgien 2019.